# Hartford Bicentennials 1976
Questa pagina raccoglie i dati riguardanti gli Hartford Bicentennials nelle competizioni ufficiali della stagione 1976.

## Stagione
La neonata franchigia dei Bicentennials rimase affidata al tedesco-statunitense Manfred Schellscheidt, che però venne sostituito a stagione in corso dall'inglese Bobby Thomson. La rosa era formata da una prevalenza di calciatori provenienti dalle isole britanniche, integrata da alcuni giocatori statunitensi, nativi o naturalizzati. Dal punto di vista sportivo la stagione fu leggermente migliore rispetto a quella precedente, venendo chiusa al quarto posto della Northern Division, a sette punti dall'accesso ai playoff per il titolo.

## Organigramma societario
Area direttiva
- Presidente: Bob Darling
- General Manager: Rudi Schiffer

Area tecnica
- Allenatore: Manfred Schellscheidt, Bobby Thomson

## Rosa
| N. |                        | Ruolo | Calciatore      |
| -- | ---------------------- | ----- | --------------- |
| 1  | Inghilterra (bandiera) | P     | Steve Sherwood  |
| 2  | Stati Uniti (bandiera) | D     | Tino Domingues  |
| 3  | Stati Uniti (bandiera) | D     | Peter Chandler  |
| 3  | Inghilterra (bandiera) | D     | Bobby Thomson   |
| 5  | Stati Uniti (bandiera) | D     | Telmo Pires     |
| 6  | Inghilterra (bandiera) | A     | Gordon Hindson  |
| 7  | Polonia (bandiera)     | A     | Mietzlae Rajski |
| 8  | Guatemala (bandiera)   | C     | Roberto Taylor  |
| 9  | Bermuda (bandiera)     | A     | Randy Horton    |
| 9  | Stati Uniti (bandiera) | D     | Charlie McCully |
| 10 | Stati Uniti (bandiera) | A     | Henry McCully   |
| 11 | Stati Uniti (bandiera) | A     | Kevin Welsh     |

| N. |                        | Ruolo | Calciatore            |
| -- | ---------------------- | ----- | --------------------- |
| 12 | Inghilterra (bandiera) | A     | Peter Abbott          |
| 13 | Inghilterra (bandiera) | C     | Laurence Coyne        |
| 14 | Inghilterra (bandiera) | A     | Alan Foggon           |
| 14 | Jugoslavia (bandiera)  | D     | Džemaludin Harba      |
| 15 | Stati Uniti (bandiera) | D     | Santiago Formoso      |
| 16 | Stati Uniti (bandiera) | A     | Hugh O'Neill          |
| 17 | Polonia (bandiera)     | D     | Krystian Michallik    |
| 17 | Stati Uniti (bandiera) | C     | Manfred Schellscheidt |
| 18 | Inghilterra (bandiera) | A     | John Coyne            |
| 19 | Stati Uniti (bandiera) | P     | Gene DuChateau        |
| 21 | Inghilterra (bandiera) | C     | Geoff Pike            |